# Archivo Stanley Kubrick
El Archivo Stanley Kubrick está resguardado por la Universidad de las artes Londres en sus Archivos y Centro de Colección Especial de la Facultad de Comunicación de Londres.  El Archivo abrió en octubre del 2007 y contiene material recogido y poseído por el director de cine, Stanley Kubrick (1928–1999). Este fue transferido de su casa en 2007 como un regalo por parte de su familia. Asimismo, contiene mucho material de trabajo que Kubrick acumuló a lo largo de su vida. 
La colección abarca la carrera de Kubrick como fotógrafo para la revista estadounidense Look y como director de cine. Sus películas son: Miedo y Deseo, El beso del asesino, Casta de Malditos, Senderos de Gloria, Spartacus, Lolita, Dr. Insólito o: Cómo aprendí a dejar de preocuparme y amar la bomba, 2001: Odisea del Espacial, La naranja mecánica, Barry Lyndon, El Resplandor, Full Metal Jacket y Ojos bien cerrados. Kubrick también planeó hacer otras películas y en particular Napoleón y El Aryan Papeles,  fueron abandonadas justo antes de la producción. Por otro lado, desarrolló un rol muy importante en la concepción de A.I. Inteligencia Artificial, a pesar de que esta fue completada después de su muerte por Steven Spielberg. 
La colección guardada por la Universidad está conformada de una gama de material cinematográfico incluyendo utilería, guiones, búsqueda, papeleo de producción como hojas de llamada, vestuarios y fotografías de todas sus películas y de la revista americana Look, así como material de aquellos proyectos que concibió pero nunca fueron visualizados. Por mantener un alto grado de control en el proceso de realización cinematográfica, Kubrick fue capaz de retener material generado por sus técnicas pioneras, búsqueda y trabajo de producción: haciendo esta colección uno de los ejemplos más completos de realización cinematográfica en el mundo.
Los elementos del archivo son prestados para el tour mundial de la Exposición Stanley Kubrick. La exposición ya ha estado en: San Francisco y Los Ángeles (Estados Unidos), Seúl (Corea del Sur), Monterrey (México), Toronto (Canadá), São Paulo (Brasil), Ámsterdam (Holanda), París (Francia), Roma (Italia), Zúrich (Suiza), Melbourne (Australia), Berlín y Frankfurt (Alemania). Actualmente, se expone en la Cineteca Nacional de la Ciudad de México.